# Tangshan
Tangshan is een stad en prefectuur in de noordoostelijke provincie Hebei, Volksrepubliek China. De stad ligt ca. 200 km ten oosten van Peking aan de Golf van Bohai en is de op één na grootste havenstad van de wereld.
De prefectuur telt 7,7 miljoen inwoners, van wie er 2,6 miljoen in de stad zelf wonen (2020).
Tangshan is sinds de 19e eeuw een steenkoolmijnstad en werd China's eerste moderne industriestad. De grote Tangsteel-staalfabriek en de fabriek van Donghai Special Steel zijn er gevestigd. Ook de fabrieken van staalreus Shougang zijn naar het kunstmatig eiland Caofeidian bij Tangshan verhuisd toen die vanwege de vervuiling weg moesten uit Peking toen daar de Olympische Spelen werden gehouden.
Bij een grote aardbeving op 28 juli 1976 werd de stad grotendeels verwoest. Op het monument ter herdenking aan de aardbeving staan de namen van 246.465 dodelijke slachtoffers. Sommige schattingen gaan uit van veel hogere aantallen slachtoffers.

## Geboren
- Jiang Wen (1963), acteur, regisseur en scenarist

## Jiaxiangof woonachtig (geweest)
- Cao Xueqin (ca.1715/24-1763/64), schrijver, dichter, filosoof en schilder